# کتایون اعظمی
کتایون اعظمی (زاده ۱۳۵۴ - تهران) از دوبلورهای ایران است.
او به همراه خسرو خسروشاهی کارگاه آموزشی دوبلاژ را تأسیس کرد.

## فعالیت‌ها
برخی از کارهای گویندگی او در جدول زیر آورده شده‌است:
| دوبله به جای                   | نام فیلم                               |
| ------------------------------ | -------------------------------------- |
| هیلاری سوانک                   | دختر میلیون دلاری                      |
| جسیکا چستین                    | میان‌ستاره‌ای                            |
| نائومی هریس                    | دزدان دریایی کارائیب: صندوقچه مرد مرده |
| اوا گرین                       | قلمرو بهشت                             |
| امیلی بلانت                    | لبه فردا                               |
| امیلی بلانت                    | سیکاریو                                |
| ربکا فرگوسن                    | مأموریت غیرممکن: ملت یاغی              |
| کوبی اسمالدرز                  | کاپیتان آمریکا: سرباز زمستان           |
| جسیکا چستین                    | مریخی                                  |
| کتی روزیه (والری/ پیانیست)     | سامورایی (دوبله دوم)                   |
| سوتلانا خودچنکووا              | ولورین                                 |
| چیترانگادا سینگ                | پسران هندی                             |
| مادر می گیوم                   | تاجر پوسان                             |
| براون کرگ                      | پرستاران                               |
| ریانا                          | نبردناو                                |
| شان یانگ                       | ایس ونچورا                             |
| سنیکا مارتین-گرین              | هرج‌ومرج فضایی: میراثی جدید             |
| هازل کیچ                       | بادیگارد                               |
| ریکا                           | کریش                                   |
| زوئی سالدانا                   | نگهبانان کهکشان بخش ۳                  |
| میشل رودریگز                   | فست اکس                                |
| میشل رودریگز                   | سیاه‌چال‌ها و اژدهایان: شرافت دزدها      |
| آلیس براگا                     | خواب‌آور                                |
| کارلا گوجینو                   | سن آندریاس                             |
| صوفیا بوتله                    | ماه سرکش                               |
| صوفیا بوتله                    | ماه سرکش ۲                             |
| صوفیا بوتله                    | آرگایل                                 |
| صوفیا بوتله                    | بازی قاتل                              |
| کاترین کینر                    | جوکر: جنون مشترک (گپ فیلم)             |
| لیدی گاگا                      | جوکر: جنون مشترک (فیلیمو)              |
| تیلور پیج                      | پلیس بورلی هیلز ۴                      |
| آکوافینا (بازیگر)              | جک‌پات!                                 |
| کیت بلانشت                     | سرزمین‌های مرزی                         |
| یولاندا راس                    | آمرزش                                  |
| کاترین اوهارا                  | بیتل‌جوس (نماوا)                        |
| مگی کیو                        | جان‌سخت ۴                               |
| گلن کلوز                       | بازگشت به مبارزه                       |
| کریستینا (مادر مایکل اسکافیلد) |                                        |
| ونسا کربی                      | ناپلئون                                |
| تونی کولت                      | میکی ۱۷                                |
| سریال فرار از زندان            |                                        |
| رابین رایت                     | سریال خانه پوشالی                      |
| لینا هیدی(سرسی لنیستر)         | سریال بازی تاج و تخت                   |